# Планински климат
Планинският климат e климат, характерен за високите планински райони на Земята. Характеризира се с ниско атмосферно налягане и температура, голяма относителна влажност на въздуха, интензивна слънчева радиация (богата с ултравиолетови лъчи), чести планинско-долинни ветрове, малка температурна амплитуда.
Разновидност на планинския климат е високопланинският климат в районите с височина над 1700 m, в който са обособени три пояса: субалпийски, алпийски и нивален.

## Субалпийски пояс
Субалпийският пояс е височинен природен пояс в планините, разположени в умерените и субтропичните ширини с преобладаване на субалпийска растителност и климат. Разположен е под алпийския пояс и над горския планински пояс във влажните райони и над степния планински пояс – в сухите райони. Височинното положение на субалпийския пояс зависи от географската ширина на местността, експозициите на склоновете и степента на континенталност на климата. В Алпите и Западен Кавказ той е разположен на височина 1700 – 3000 m, по южните склонове на Хималаите – на височина 3200 – 4000 m, а в по-високите географски ширини и в областите, охлаждани от морски течения, неговата долна граница рязко се снижава, като на места (например, Курилските острови) се спуска до морското равнище. Най-характерни за него са планинско-ливадните ландшафти (високотревисти субалпийски ливади и пасища върху планинско-ливадни почви) с мощна снежна покривка в течение на 6 – 8 месеца и отсъствие на дървесна растителност. В него са разположени богати летни пасища.

## Алпийски пояс
Алпийският пояс е височинен природен пояс в планините с преобладаване на планинско-ливадни типове ландшафти. Разположен е над субалпийския пояс, а при още по-високите планини над него се разполага нивалния пояс. Височинното положение на алпийския пояс се определя от географската ширина, степента на овлажняване на планината и ескпозицията на склоновете. В Алпите и Западен Кавказ той се простира от 2200 до 3000 m, а по южните склонове на Хималаите – от 3600 до 5000 m. Най-добре е изразен в добре овлажнените планини в умерените и субтропичните ширини. В по-високите ширини се сменя с планинско-тундров пояс, а в по-ниските – с високопланински степен и пустинен пояс. В екваториалните ширини този пояс носи названието парамос. В него широко разпространение имат планинските ледникови форми на релефа. Климатът е студен с продължителна (6 – 10 месеца) и мощна снежна покривка, кратък вегетационен период и силни ветрове. Средната януарска температура е около -15°С, а средната юлска – под 14°С. Годишната сума на валежите е около 1000 mm и повече. Често явление са снежните лавини. Господства алпийската растителност, образуваща предимно съобщества от нискотревисти алпийски пасища и малки участъци от студоустойчиви храсти. Животинският свят е представен предимно от видове, способни към бързо придвижване в по-ниските пояси (планински козел, сърна, тур и други копитни) или изпадащи в зимен сън (мармот, полевки и други гризачи). През късото лято се използва за пасища.

## Нивален пояс
Нивалният пояс (на латински: nivalis – снежен, студен) е пояс на вечните снегове, най-високия природен височинен планински пояс, разположен най-често над снежната граница. Характеризира се с нивален климат. В полярните и субполярните области често се спуска до морското равнище. Поради голямата концентрация на сняг и придвижването на ледниковите езици на по-ниски нива елементи на нивалния пояс могат да се срещнат и под снежната граница. Най-високо положение границите на нивалният пояс заемат в пустинните планини на Централна Азия (на места над 6500 m). Ландшафтите на този пояс се характеризират със съчетание на вечни снегове и ледници с голи скали и сипеи и интензивни процеси на физическо (най-вече мразово) изветряне. Органичния свят е край но беден. Растителността е рядка, представена от мъхове, лишеи и отделни висши растения, а животни се срещат рядко. Тук постоянно обитават само някои видове птици и насекоми.